# Argot
Argot betyder både parisslang och språkbruk som kännetecknar (kriminell) subkultur. Ett slags förbrytarslang – ett "hemligt" språk för kriminella, där användning av argot fungerar som indikator på kriminell tillhörighet (socialt perspektiv).

## Historik
Ordet argot är belagt sedan 1600-talet (slangspråk hade funnits i Paris långt tidigare; på 1400-talet förekom slangord i litteraturen, t. ex. hos François Villon) och betecknade ursprungligen tiggarnas, landstrykarnas och ficktjuvarnas samhällsklass, men övergick tidigt till att bli namnet på den rotvälska, som medlemmar av denna klass använde sinsemellan för att undgå att bli förstådda av sina tilltänkta offer eller av ordningsmakten.
Ordförrådet i detta slangspråk, som motsvarade det engelska cant, var till största delen artificiellt. Det finns emellertid ett annat slags argot, som motsvarar engelsmännens slang. Det är inte enhetligt utan måste delas upp i olika klass- eller yrkesspråk. Sålunda har studenterna i Quartier Latin, målarna i Montparnasse, skådespelarna, tidningsmännen, idrottsmännen, köpmännen, sjömännen, militärerna, juristerna, riksdagsmännen, ja t. o. m. medlemmar av Franska akademin sina speciella slangspråk. Det vore kanske riktigare att säga, att de har ett större eller mindre antal ord, som är en av till yrket eller klassen hörande termer och är så olika de vanlig riksfranska benämningarna på samma föremål eller begrepp att en utomstående inte förstår dem. De är t.o.m. i allmänhet obegripliga för yrkeskolleger från landsorten.
Eftersom de olika folkklasserna i Paris står i ständig kontakt med varandra, har det ena yrkes- eller klasspråket lånat från det andra. Det har också uppstått ett allmänt parisiskt slangspråk eller rättare ett centralt ordförråd gemensamt för de olika slangspråken. Exempel på dylika gemensamma ord är goncier -  man(nen), gonzesse - kvinna, och gosse - barn; alla av okänt eller oklart ursprung. Många ords härkomst är emellertid känd. Förkortningar är vanliga, i synnerhet inom skolpojks- och studentslangen.
Slangen inriktar i stor utsträckning sitt ordförråd med metaforens hjälp. Några exempel ur den under första världskrigets frodigt blomstrande skyttegravsslangen, som utöver ett starkt inflytande på den allmänna slangen: abeille, egentligen bi, betyder granatskärvor, medan abeilles russes är en av de många eufemismerna för löss, medan verbet refroidir, egentligen avkyla, svalka, är en av de i slangen talrika omskrivningarna för döda. Två ord ur skyttegravsslangen har blivit klassiska: poilu, soldat, egentligen hårig, skäggig och pinard, vin, sannolikt en dialektal benämning på något speciellt kryddat vin.
I litteraturen och i pressen finner man ofta argotord och det folkliga talspråket i Paris är i stor utsträckning bemängd med slangord.

## Exempel
Ord som kommer från argot är snut, tjalla, byling, pava (flaska).